# Doroteusz z Sydonu
Doroteusz z Sydonu – grecki pisarz żyjący i tworzący w I wieku, autor liczącego 5 ksiąg traktatu astrologicznego znanego pod łacińskim tytułem Carmen astrologicum.
Oryginalny tekst dzieła Doroteusza nie zachował się i dzisiaj znany jest on tylko ze sporządzonego w VIII wieku przekładu na język arabski, dokonanego z wcześniejszego przekładu z greki na średnioperski. Traktat stanowi kompilację dokonaną na podstawie wcześniejszych pism astrologicznych, a sam autor we wstępie przedstawia się w roli króla Egiptu. Cztery pierwsze księgi swojej rozprawy poświęcił Doroteusz horoskopom urodzeniowym, natomiast księga piąta dotyczy astrologii godzinowej, różnych problemów życia codziennego i sposobów ich rozwiązywania zgodnie z układem ciał niebieskich.